# آینده رچت و کلنک: یک ترک در زمان
آینده رچت و کلنک: یک ترک در زمان (انگلیسی: Ratchet & Clank Future: A Crack in Time) یک بازی ویدئویی در سبک سکوبازی است که توسط اینسامنیاک گیمز توسعه یافته و به‌وسیلهٔ سونی اینتراکتیو انترتینمنت و در سال ۲۰۰۹ و در پلت‌فرم پلی‌استیشن ۳ منتشر شده‌است. یک ترک در زمان دنبالهٔ آینده رچت و کلنک: ابزار تخریب و آینده رچت و کلنک: جستجو برای غنیمت به‌شمار می‌رود. چهارمین و آخرین نسخه از سری آینده تحت عنوان رچت و کلنک: به درون پیوند در نوامبر ۲۰۱۳ عرضه شد.